# Erwin Rudnick
Erwin Rudnick (* 3. Mai 1920 in Groß Peterkau; †  6. Oktober 1988 in Karl-Marx-Stadt) war ein deutscher Polizist. Er war langjähriger Chef der Bezirksbehörde der Deutschen Volkspolizei (BDVP) Karl-Marx-Stadt, zuletzt im Range eines Generalleutnants.

## Leben
Der Sohn eines Landarbeiters arbeitete nach dem Besuch der Volksschule ebenfalls als Landarbeiter. Er wurde zum Kriegsdienst in die Wehrmacht eingezogen und geriet in sowjetische  Kriegsgefangenschaft. 
Nach seiner Entlassung in die Sowjetische Besatzungszone wurde er 1947 Angehöriger der DVP und schlug die Offizierslaufbahn ein. Er wurde Mitglied der SED und studierte an einer sowjetischen Militärakademie. Von 1960 bis 1965 war er als Oberst der VP Chef der BDVP Schwerin (Nachfolger von Willi Knöpke). Anschließend war er von 1965 bis 1986 als Nachfolger von Paul Schwager Chef der BDVP Karl-Marx-Stadt. Nach 20 Jahren in dieser Dienststellung, wurde er am 13. Januar 1986 durch den Minister des Innern der DDR Friedrich Dickel aus Alters- und Gesundheitsgründen verabschiedet und durch Oberst der VP Peter Müller abgelöst. Gleichzeitig war er Abgeordneter des Bezirkstages und von 1967 bis Februar 1986 Mitglied der SED Bezirksleitung Karl-Marx-Stadt. 1969 wurde er von Walter Ulbricht zum Generalmajor ernannt und 1985 von Erich Honecker zum Generalleutnant befördert. 
Rudnick starb im Alter von 68 Jahren.

## Auszeichnungen
- Ehrentitel Held der Arbeit
- 1964 Vaterländischer Verdienstorden in Bronze und 1980 in Gold
- 1967 Ehrentitel Verdienter Volkspolizist der Deutschen Demokratischen Republik